# Belgijski ruch oporu

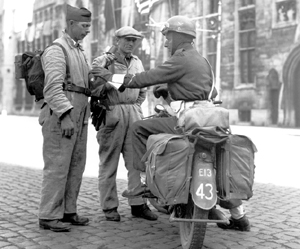
Członkowie belgijskiego ruchu oporu z kanadyjskim żołnierzem w Brugii, wrzesień 1944

Belgijski ruch oporu (fr. Résistance belge, niderl. Belgisch verzet) – ruch oporu w okupowanej przez Niemców Belgii podczas II wojny światowej. Belgijski ruch oporu nie stanowił jednolitej struktury, lecz był rozdrobniony między wiele odrębnych organizacji, podzielonych według regionów i poglądów politycznych. W ruch oporu zaangażowani byli zarówno mężczyźni, jak i kobiety z walońskiej i flamandzkiej części kraju. Oprócz sabotażu infrastruktury wojskowej okupanta i likwidacji kolaborantów, grupy te publikowały również dużą liczbę podziemnych gazet, zbierały informacje wywiadowcze i utrzymywały różne kanały przerzutowe, które pomagały zestrzelonym lotnikom alianckim uciec z okupowanej części Europy.
Szacuje się, że podczas wojny około pięć procent populacji Belgii brało udział w jakiejś formie działalności ruchu oporu. Niektóre szacunki określają liczbę zabitych członków ruchu oporu na ponad 19 000; co stanowi około 25 procent jego „aktywnych” członków.

## Tło

### Niemiecka inwazja i okupacja
Wehrmacht dokonał inwazji na neutralną Belgię 10 maja 1940 roku. Po 18 dniach walk armia belgijska poddała się 28 maja, a kraj znalazł się pod niemiecką okupacją wojskową. Podczas walk obronnych w wojsku belgijskim służyło od 600 000 do 650 000 żołnierzy (prawie 20 procent męskiej populacji kraju). Wielu z nich zostało wziętych do niewoli i było przetrzymywanych w obozach w Niemczech, chociaż niektórzy zostali zwolnieni jeszcze przed końcem wojny. Leopold III, król i głównodowodzący armii, poddał się Niemcom 28 maja wraz ze swoją armią i również został przez nich wzięty do niewoli. 18 czerwca rząd belgijski uciekł za granicę i przybył najpierw do Bordeaux we Francji, po tym jak rząd francuski uciekł do tego regionu trzy dni wcześniej. Tego samego dnia rząd belgijski wysłał telegram do uwięzionego króla, w którym poinformował o swojej rezygnacji. Marcel-Henri Jaspar, belgijski minister zdrowia, udał się do Londynu 21 czerwca bez pozwolenia rządu. Później, 23 czerwca, wygłosił przemówienie w BBC Radio, w którym oświadczył, że będzie kontynuował walkę z Niemcami. Trzy dni później belgijski rząd odebrał mu tekę ministra w reakcji na przemówienie wygłoszone bez zgody gabinetu.

### Nasilenie oporu

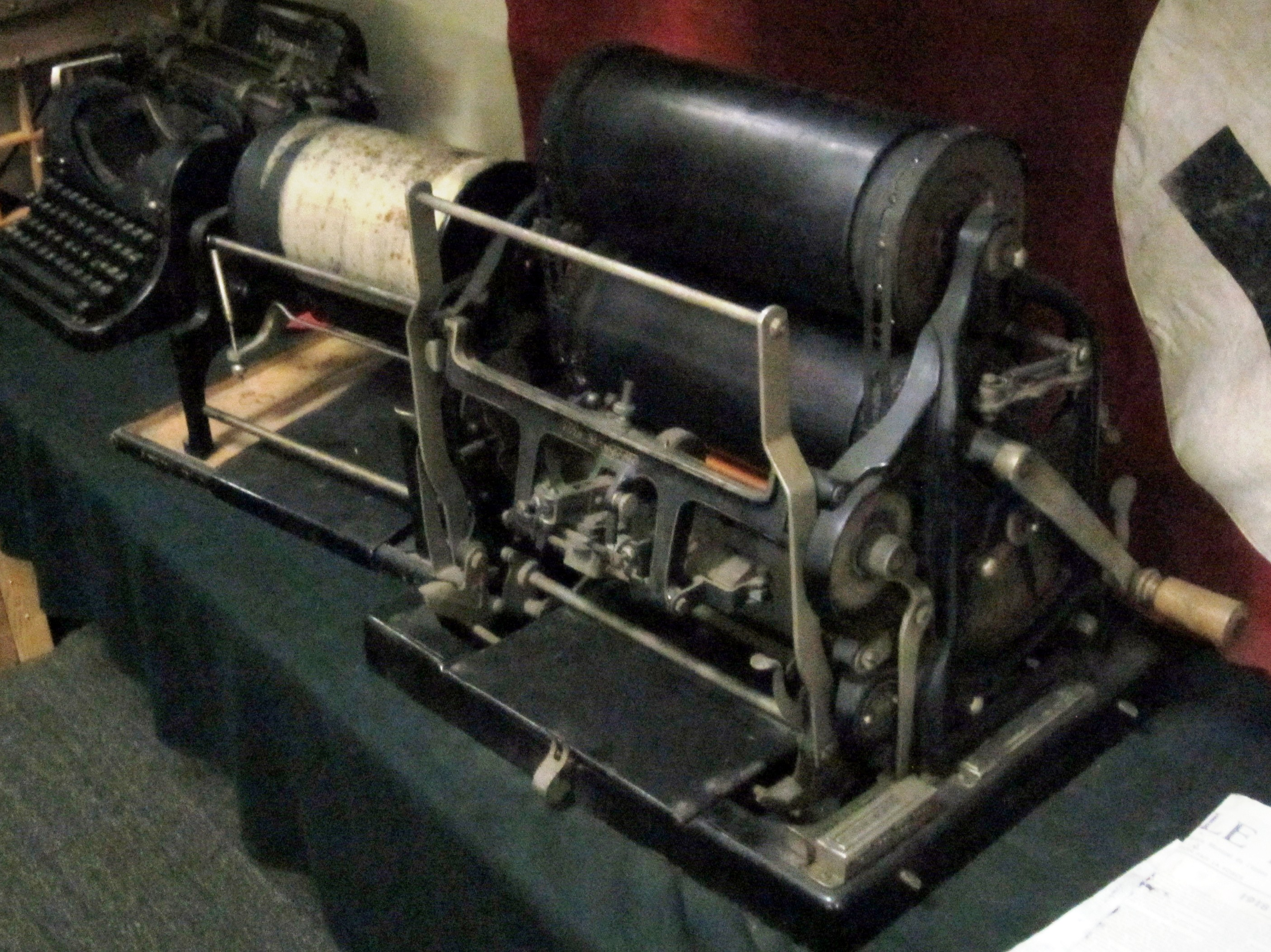
Przykłady powielaczy używanych przez belgijski ruch oporu do produkcji podziemnych gazet i innych publikacji

Wśród pierwszych członków belgijskiego ruchu oporu znaleźli się byli żołnierze, a w szczególności oficerowie, którzy po powrocie z obozów jenieckich chcieli kontynuować walkę z Niemcami z pobudek patriotycznych. Niemniej jednak w pierwszych kilku miesiącach okupacji opór rozwijał się powoli, ponieważ wydawało się, że zwycięstwo Niemiec w wojnie jest nieuniknione. Jednak niepowodzenie III Rzeszy w bitwie o Anglię, w połączeniu z zaostrzającą się polityką niemiecką w okupowanej Belgii, zwłaszcza prześladowaniami belgijskich Żydów i poborem belgijskich cywilów do programów pracy przymusowej, coraz bardziej zwracały Belgów zarówno o liberalnych jak i katolickich poglądach przeciwko niemieckiemu reżimowi i ku udziale w ruchu oporu. Wraz z niemiecką inwazją na Związek Radziecki w czerwcu 1941 roku członkowie Komunistycznej Partii Belgii, którzy wcześniej mieli ambiwalentny stosunek zarówno wobec aliantów, jak i państw Osi, również masowo dołączyli do ruchu oporu, tworząc własne oddzielne grupy wzywające do „powstania narodowego” przeciwko rządom nazistowskim. Podczas I wojny światowej Belgia była okupowana przez Armię Cesarstwa Niemieckiego przez cztery lata i rozwinęła skuteczną sieć konspiracyjną, która stanowiła kluczową inspirację do utworzenia podobnych grup po 1940 roku.
Większość ruchu oporu koncentrowała się we francuskojęzycznych obszarach Belgii (Walonia i miasto Bruksela), chociaż zaangażowanie Flamandów w ruch oporu było również znaczące. Około 70 procent podziemnych gazet było wydawanych w języku francuskim, a 60 procent więźniów politycznych było Walonami.

## Opór podczas niemieckiej okupacji

### Bierny opór
Najbardziej rozpowszechnioną formą oporu w okupowanej Belgii był opór bez użycia przemocy. Słuchanie audycji Radio Belgique z Londynu, oficjalnie zakazanych przez niemieckich okupantów, było powszechną formą biernego oporu, ale powszechnie stosowano również obywatelskie nieposłuszeństwo. Często stosowały je belgijskie instytucje rządowe, które były zmuszone do administrowania terytorium w imieniu niemieckich władz wojskowych. W czerwcu 1941 roku Rada Miejska Brukseli odmówiła rozdawania belgijskim Żydom żółtych naszywek z Gwiazdą Dawida.
Strajk był najczęstszą formą biernego oporu i często odbywał się w symboliczne daty, takie jak 10 maja (rocznica niemieckiej inwazji), 21 lipca (belgijskie święto narodowe) i 11 listopada (rocznica zakończenia I wojny światowej). Największym z nich był tzw. „Strajk Stu Tysięcy”, który wybuchł 10 maja 1941 roku w hucie stali Cockerill w Seraing. Wieści o strajku rozprzestrzeniły się szybko i wkrótce co najmniej 70 000 pracowników rozpoczęło strajk w całej prowincji Liège. Niemcy podnieśli pensje pracowników o osiem procent, po czym strajk szybko się zakończył. Późniejsze strajki na dużą skalę zostały stłumione przez Niemców, chociaż kolejne ważne strajki miały miejsce w listopadzie 1942 i lutym 1943 roku.
Król Leopold III, uwięziony w Pałacu Laeken, stał się punktem centralnym biernego oporu, pomimo potępienia przez rząd na uchodźstwie za decyzję o poddaniu się.

### Aktywny opór
Chociaż łączył ich wspólny sprzeciw wobec rządów niemieckich, te grupy [oporu] były pod wieloma względami podzielone przez rywalizację organizacyjną, rywalizację o wsparcie aliantów oraz taktykę i politykę afiliacyjną. Rzeczywiście, traktowanie Ruchu Oporu, jak sugeruje to określenie, jako jednolitego zjawiska jest pod wieloma względami mylące”

Aktywny opór w Belgii rozwijał się od początku 1941 roku i przybierał różne kierunki. Rozpoczął się zbrojny opór w formie sabotażu lub zamachów, ale była to tylko część zakresu działalności „aktywnego” ruchu oporu. Niektóre grupy miały bardzo specyficzne formy oporu i stały się ściśle wyspecjalizowane. Na przykład grupa Service D miała wielu członków w krajowej służbie pocztowej i wykorzystywała ich do przechwytywania listów z donosami, ostrzegając zadenuncjowane osoby i zachęcając je do ucieczki. W ten sposób udało im się przechwycić ponad 20 000 listów.
Liczba członków aktywnego ruchu oporu, która była dość niska we wczesnych latach okupacji, wzrosła wykładniczo w 1944 roku, gdy dołączyli do niej tak zwani „partyzanci za pięć dwunasta” (fr. résistants de la onzième heure), który widząc, że zwycięstwo aliantów jest bliskie, szczególnie po lądowaniu w Normandii, chcieli zaangażować się w działalność ruchu oporu w ostatnim momencie, kiedy było to możliwe. Szacuje się, że około 5 procent populacji Belgii brało udział w jakiejś formie „aktywnego” oporu podczas wojny.

### Struktura i organizacja
Belgijski ruch oporu był niezwykle rozdrobniony na różne ugrupowania i nigdy nie stał się jednolitą organizacją. Niebezpieczeństwo infiltracji ze strony niemieckich informatorów oznaczało, że niektóre komórki były niezwykle małe i działały na niewielkim obszarze, a chociaż istniały także ogólnokrajowe grupy, to były podzielone według linii politycznych i ideologicznych. Rozciągały się one od skrajnie lewicowych, takich jak komunistyczne Partisans Armés i Socialist Front de l'Indépendance, po skrajnie prawicowe, takie jak monarchistyczny Mouvement National Royaliste i Légion Belge, które zostały utworzone przez członków przedwojennego faszystowskiego ruchu Légion Nationale. Istniały jednak również inne grupy, takie jak Groupe G, które, choć bez oczywistych powiązań politycznych, rekrutowały się tylko ze ściśle określonych grup społecznych.

## Formy czynnego oporu

### Sabotaż i likwidacje
Strategiczne położenie geograficzne Belgii sprawiało, że stanowiła ona ważny element szlaków zaopatrzeniowych dla całej armii niemieckiej w Europie Zachodniej, a szczególnie w północnej Francji. Sabotaż był zatem ważnym zadaniem belgijskiego ruchu oporu. Po lądowaniu w Normandii w czerwcu 1944 roku na rozkaz aliantów belgijski ruch oporu zaczął nasilać ataki na niemieckie linie zaopatrzeniowe w całym kraju. Tylko od czerwca do września Belgowie wysadzili w powietrze 95 mostów kolejowych, 285 lokomotyw, 1365 wagonów i 17 tuneli. Przecinali również linie telegraficzne, a liczne mosty drogowe i kanały wykorzystywane do transportu materiałów wojenne zostały wysadzone. W jednej z największych akcji zginęło aż 600 niemieckich żołnierzy, gdy most kolejowy między La Gleize i Stoumont w Ardenach został wysadzony w powietrze przez 40 członków ruchu oporu, w tym pisarza Hermana Bodsona. Dzięki swoim działaniom sabotażowym tylko jedna grupa belgijskiego ruchu oporu, Groupe G, wymuszała na Niemcach poświęcenie od 20 do 25 milionów roboczogodzin na naprawę wyrządzonych szkód, w tym 10 milionów w nocy z 15 na 16 stycznia 1944 roku.
Zabójstwa kluczowych postaci władz niemieckich i kolaboracyjnych stały się coraz powszechniejsze w 1944 roku. W lipcu 1944 roku Légion Belge zamordował brata Léona Degrelle’a, przywódcę kolaborującej partii Christus Rex i czołowego belgijskiego faszysty. Celem byli również informatorzy i podejrzani podwójni agenci; komunistyczna partyzantka Armés twierdziła, że zabiła ponad 1000 zdrajców między czerwcem a wrześniem 1944 roku.

### Prasa podziemna

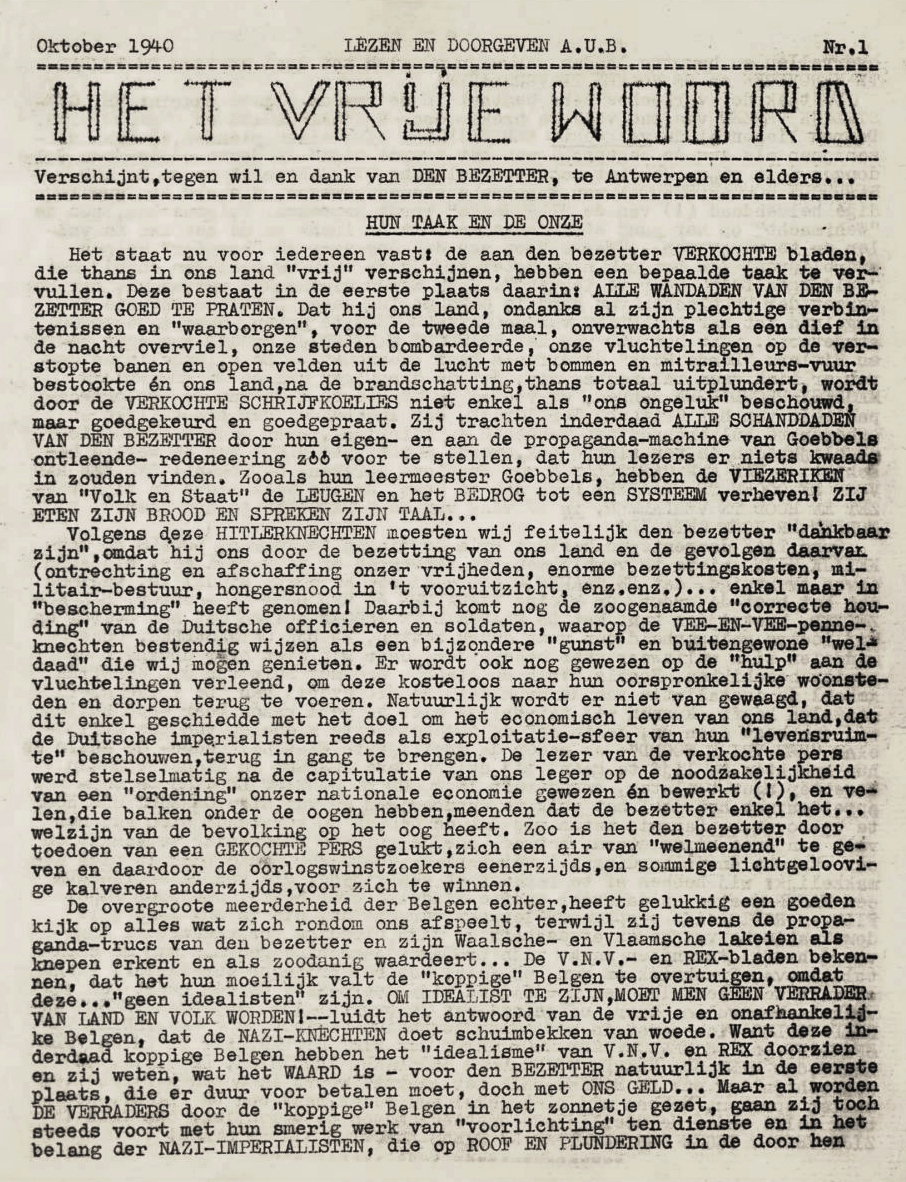
„Het Vrije Woord”, belgijska holenderskojęzyczna gazeta podziemna, wydanie z października 1940

Wkrótce po klęsce 1940 roku w całej Belgii rozkwitła prasa podziemna. Do października 1940 roku ukazywało się osiem gazet. Prasowa działalność podziemna koncentrowała się na wydawaniu gazet zarówno w języku francuskim, jak i holenderskim jako alternatywy dla gazet gadzinowych, takich jak „Le Soir”. W szczytowym okresie tajna gazeta „La Libre Belgique” przekazywała wiadomości w ciągu pięciu do sześciu dni; szybciej niż francuskojęzyczne audycje radiowe BBC, których emisja opóźniała się o kilka miesięcy w stosunku do opisywanych wydarzeń. Egzemplarze podziemnych gazet były dystrybuowane anonimowo, niektóre wrzucano do skrzynek pocztowych lub wysyłano pocztą. Ponieważ były zazwyczaj bezpłatne, koszty druku były pokrywane z darowizn od sympatyków. Gazety osiągnęły znaczny nakład, a „La Libre Belgique” osiągnęła regularny nakład 40 000 egzemplarzy w styczniu 1942 roku i osiągnęła szczyt na poziomie 70 000, podczas gdy komunistyczna gazeta „Le Drapeau Rouge” osiągnęła nakład 30 000 egzemplarzy. Istniały dziesiątki różnych belgijskich gazet podziemnych, często powiązanych z różnymi grupami oporu i zróżnicowanych pod względem poglądów politycznych, od nacjonalistycznych po komunistyczne, liberalne, a nawet feministyczne. Liczbę Belgów zaangażowanych w prasę podziemną szacuje się na 40 000 osób. W sumie znanych jest 567 odrębnych tytułów z okresu okupacji.
Ruch oporu drukował również humorystyczne publikacje i materiały propagandowe. 11 listopada 1943 roku, w rocznicę klęski Niemiec w I wojnie światowej, grupa Front de l'Indépendance opublikowała parodię kolaboracyjnej gazety „Le Soir”, wyśmiewając propagandę państw Osi i stronnicze informacje dozwolone przez cenzorów, która została następnie rozprowadzona w kioskach w całej Brukseli i celowo wymieszana z oficjalnymi egzemplarzami gazety. Rozprowadzono 50 000 egzemplarzy parodii, nazwanej „Faux Soir” (lub po angielsku „Fake Soir” – „Fałszywy Soir”).

### Gromadzenie informacji wywiadowczych
Gromadzenie informacji wywiadowczych było jedną z pierwszych form oporu, która rozwinęła się po klęsce Belgów i ostatecznie rozwinęła się w złożone i starannie ustrukturyzowane organizacje. Alianci byli również głęboko zależni od ruchu oporu w zakresie dostarczania informacji wywiadowczych z okupowanych krajów. Informacje te skupiały się zarówno na ruchach wojsk niemieckich, jak i innych danych o okupantach, ale były również niezbędne do zapoznawania aliantów na bieżąco z postawami i opinią publiczną belgijskiego społeczeństwa. Każda sieć była ściśle zorganizowana i nosiła unikalny kryptonim. Najważniejsza była „Clarence”, kierowana przez Walthère Dewé, która miała ponad 1000 członków przekazujących jej informacje, które następnie były przekazywane do Londynu przez radio. Inne godne uwagi sieci to „Luc” (przemianowana na „Marc” w 1942 roku) i „Zéro”. W sumie w Belgii istniały 43 samodzielne sieci wywiadowcze, obejmujące łącznie około 14 000 osób. Belgijski ruch oporu dostarczył około 80 procent wszystkich informacji otrzymanych przez aliantów od wszystkich grup oporu w Europie.

### Opór wobec Holocaustu
Pozdrawiajcie ich [Żydów] na przejściu dla pieszych! Ustąpcie im miejsca w tramwaju! Protestujcie przeciwko barbarzyńskim środkom, które są wobec nich stosowane. To rozwścieczy Bochesów!

Belgijski opór odegrał kluczową rolę w ratowaniu Żydów i Romów przed deportacją do obozów zagłady. W kwietniu 1943 roku członkowie grupy oporu Comité de Défense des Juifs skutecznie zaatakowali „Dwudziesty konwój” przewożący 1500 belgijskich Żydów koleją do Auschwitz-Birkenau. Wielu Belgów ukrywało Żydów i dysydentów politycznych podczas okupacji: według szacunków liczba ta wynosiła około 20 000 osób ukrywanych podczas wojny. Istniał również znaczący opór na niskim szczeblu: na przykład w czerwcu 1941 roku Rada Miejska Brukseli odmówiła rozdawania żółtych naszywek z Gwiazdą Dawida. Niektórzy prominentni członkowie belgijskiego establishmentu, w tym królowa Elżbieta i kardynał Joseph-Ernest van Roey, sprzeciwili się prześladowaniu Żydów przez Niemców.
Po wojnie 1612 Belgów otrzymało medal „Sprawiedliwy wśród Narodów Świata” od państwa Izrael za ryzykowanie życia, aby ratować Żydów podczas okupacji.

### Drogi ucieczki dla lotników alianckich
W miarę jak alianci nasilali swoją kampanię strategicznych bombardowań od 1941 roku, ruch oporu zaczął doświadczać znacznego wzrostu liczby lotników alianckich z RAF i USAAF, którzy zostali zestrzeleni nad terytoriom Belgii. Celem ruchu oporu, wspieranego przez brytyjską organizację MI9, było ewakuowanie ich z okupowanej części Europy i przeprowadzenie przez Pireneje do neutralnej Hiszpanii, skąd mogliby wrócić do Wielkiej Brytanii. Najbardziej znana z tych sieci, linia „Comet”, zorganizowana przez Andrée de Jongh, obejmowała około 2000 członków ruchu oporu i była w stanie ewakuować 700 lotników alianckich do Hiszpanii. Linia nie tylko karmiła, zapewniała zakwaterowanie i cywilne ubrania dla lotników, ale także fałszowała belgijskie i francuskie dowody osobiste oraz bilety kolejowe. Ponieważ lotnicy musieli również ukrywać się w domach przez dłuższy czas, linie ewakuacyjne były szczególnie narażone. W trakcie wojny Gestapo aresztowało 800 członków ruchu oporu zaangażowanych w samą tylko linię „Comet”, z których 140 zostało straconych przez ścięcie.

## Niemiecki odwet

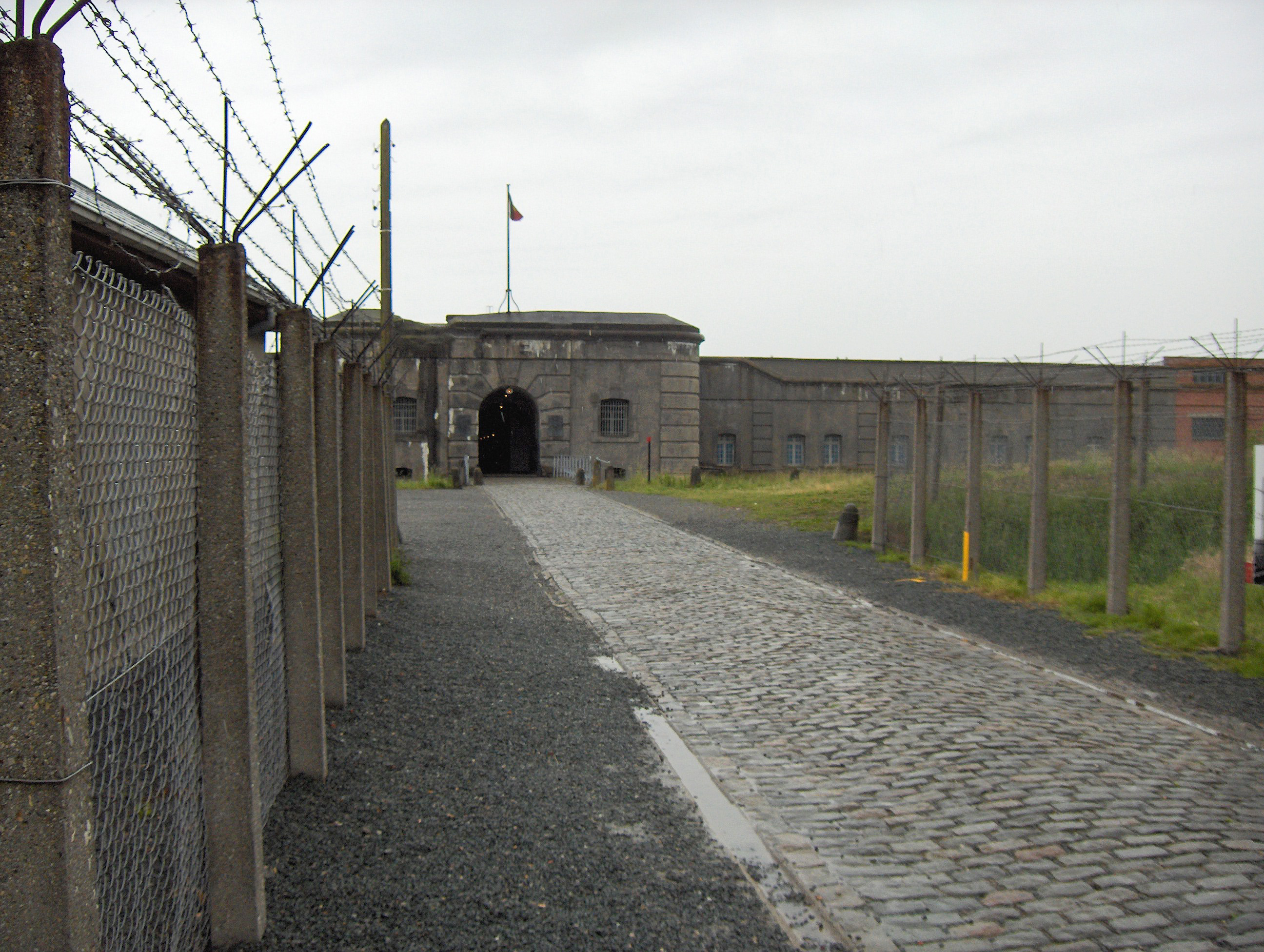
Wejście do Fortu Breendonk, gdzie przetrzymywano wielu schwytanych członków belgijskiego ruchu oporu

Niemiecka Geheime Staatspolizei, powszechnie znana jako Gestapo, była odpowiedzialna za zwalczanie grup ruchu oporu w Belgii. Schwytani bojownicy ruchu oporu mogli spodziewać się brutalnych przesłuchań, tortur, a następnie natychmiastowej egzekucji lub wysłania do obozu koncentracyjnego. Gestapo skutecznie wykorzystywało informatorów  do zdradzania całych lokalnych sieci ruchu oporu oraz do badania publikacji podziemnych w celu znalezienia wskazówek dotyczących miejsca ich produkcji. Podczas wojny aresztowano 2000 członków ruchu oporu zaangażowanych w prasę podziemną. Łącznie podczas wojny schwytano 30 000 członków belgijskiego ruchu oporu, z czego 16 000 zostało straconych lub zmarło w niewoli.
Niemcy zajęli belgijski Fort Breendonk w pobliżu Mechelen, który był wykorzystywany do torturowania i przesłuchiwania więźniów politycznych oraz członków ruchu oporu. Przez obóz w Breendonk przeszło około 3500 więźniów, którzy byli przetrzymywani w wyjątkowo poniżających warunkach. Około 300 osób zostało zamordowanych w samym obozie, z czego co najmniej 98 zmarło z powodu głodu lub tortur.
Pod koniec wojny milicje kolaboracyjnych partii politycznych również zaczęły aktywnie uczestniczyć w represjach za ataki lub likwidacje dokonywane przez ruch oporu. Obejmowały one zarówno odwetowe zabójstwa czołowych postaci podejrzanych o udział w ruchu oporu lub sympatyzowanie z nim (w tym Alexandre’a Galopina, szefa Société Générale, który został zamordowany w lutym 1944 roku), jak i odwetowe masakry cywilów. Największą z nich była masakra w Courcelles, odwet paramilitarnych oddziałów Reksistów za zabójstwo wywodzącego się z ich szeregów burmistrza, w której zginęło 20 cywilów. Podobna masakra miała miejsce również w Meensel-Kiezegem, gdzie zginęło 67 osób.

## Relacje z aliantami i belgijskim rządem na uchodźstwie
Belgijski rząd na uchodźstwie po raz pierwszy wezwał do utworzenia zorganizowanego ruchu oporu w kraju ze swojego pierwszego miejsca wygnania w Bordeaux, przed ucieczką do Londynu po kapitulacji Francji:

W pełni ufamy w moc Wielkiej Brytanii, że wyzwoli nas z niemieckiej niewoli [...] Domagamy się prawa do dzielenia ciężaru i honoru tej walki w miarę naszych skromnych, ale nie do końca nieistotnych zasobów. Nie jesteśmy defetystami [...] Nie będziemy mieć nic wspólnego z naszymi małodusznymi rodakami, którzy, tracąc nadzieję na zwycięstwo sprawy aliantów, byli skłonni do porozumień z najeźdźcą. Wiemy, że ani Belgia, ani Kongo nie zostaną uratowane, dopóki hitleryzm nie zostanie zmiażdżony

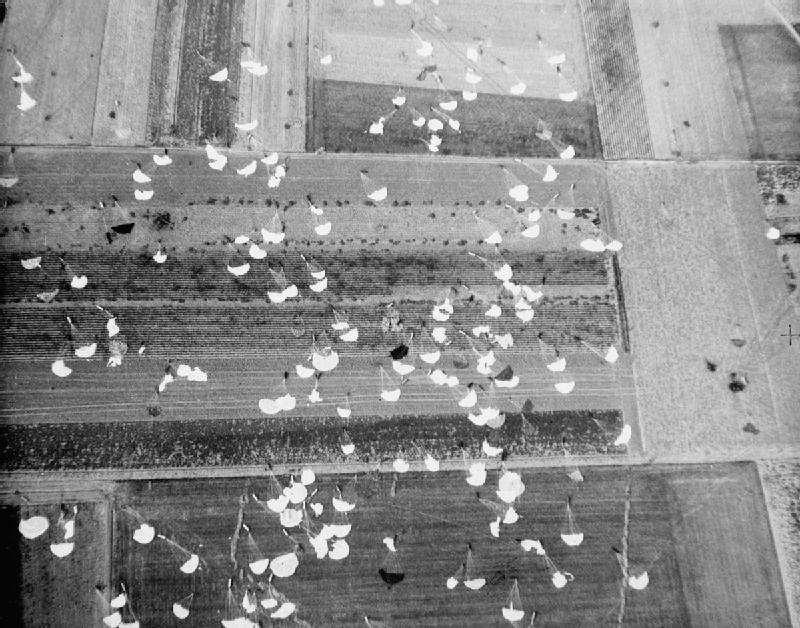
Zaopatrzenie dla belgijskiego ruchu oporu zrzucane przez brytyjskie samoloty na terenach wiejskich na północ od Brukseli

Niemniej jednak pozorna izolacja rządu na uchodźstwie od codziennej sytuacji w Belgii sprawiła, że wiele grup ruchu oporu patrzyło na niego z podejrzliwością, szczególnie te, których poglądy różniły się od polityki rządu. Rząd ze swojej strony obawiał się, że po wyzwoleniu grupy ruchu oporu przekształcą się w niepodlegające władzom bojówki partyjne, kwestionujące pozycję rządu i zagrażające stabilności politycznej państwa. Niemniej jednak ruch oporu często był zależny od finansowania i zrzutów sprzętu oraz zaopatrzenia, które zarówno rząd na uchodźstwie, jak i brytyjskie Special Operations Executive (SOE) były w stanie zapewnić. W trakcie wojny belgijski rząd na uchodźstwie przekazał grupie Armée Secrète od 124 do 245 milionów franków, zrzucanych na spadochronach lub przelewanych na konta bankowe w neutralnej Portugalii, a mniejsze kwoty rozdysponowano również na inne organizacje.
Na początku wojny ruchowi oporu trudno było nawiązać kontakt z rządem na uchodźstwie. W maju 1941 roku Légion Belge wysłał swojego członka, aby spróbował nawiązać taki kontakt; dotarcie do Londynu zajęło mu cały rok. Pod koniec 1941 roku nawiązano krótko łączność radiową, jednak w latach 1942–1943 kontakt był niezwykle sporadyczny, a stałe połączenie radiowe z Armée Secrète (kryptonim „Stanley”) nawiązano dopiero w 1944 roku.
W maju 1944 roku belgijski rząd na uchodźstwie próbował odbudować stosunki z ruchem oporu, powołując „Komitet Koordynacyjny” składający się z przedstawicieli głównych grup, w tym Légion Belge, Mouvement National Belge, Groupe G i Front de l'Indépendance. Jednak komitet stał się zbędny po wyzwoleniu Belgii we wrześniu tego roku.

## Ruch oporu podczas wyzwolenia

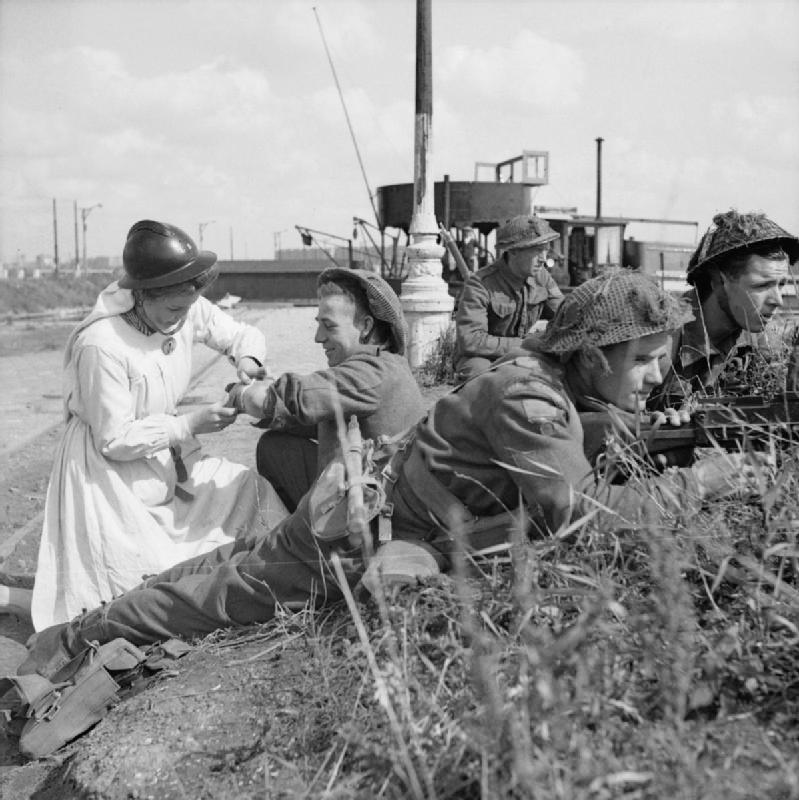
Pielęgniarka belgijskiego ruchu oporu udziela pierwszej pomocy brytyjskiemu żołnierzowi podczas walk wokół Antwerpii, 1944

Po lądowaniu w Normandii w czerwcu 1944 roku belgijski ruch oporu znacznie się rozrósł. Już w kwietniu 1944 roku Armée Secrète zaczęła przyjmować oficjalny system rang i oznaczeń przynależności (biały kombinezon oraz opaska na ramię), które miały być noszone podczas akcji, aby nadać swojej organizacji status „oficjalnej armii”.
Chociaż zwykle brakowało im sprzętu i przeszkolenia, aby otwarcie walczyć z wojskami niemieckimi, ruch oporu odegrał bardziej niemilitarną rolę w pomaganiu aliantom podczas wyzwalania Belgii we wrześniu 1944 roku, dostarczając informacji o ruchach wojsk niemieckich, zakłócając niemieckie plany ewakuacji, lecz także uczestnicząc w walkach. Ruch oporu był szczególnie aktywny podczas wyzwalania Antwerpii, gdzie lokalny ruch oporu z Brygady Witte i Nationale Koninklijke Beweging, w niespotykanym dotąd przykładzie współpracy pomiędzy grupami ruchu oporu, pomógł siłom brytyjskim i kanadyjskim w zdobyciu nienaruszonego, wysoce strategicznego portu w Antwerpii, zanim mógł zostać sabotowany przez niemiecki garnizon. W całej Belgii ruch oporu wziął do niewoli 20 000 żołnierzy niemieckich (w tym dwóch generałów), zanim ci zostali przekazani aliantom.
Belgijski 5 Pułk SAS został zrzucony na spadochronach w Ardenach, gdzie połączył się z członkami lokalnego ruchu oporu podczas wyzwolenia i następnie odpierania niemieckiej ofensywy w Ardenach.
W sumie podczas wyzwolenia zginęło prawie 4000 członków Armée Secrète.

### Rozbrojenie
Wkrótce po wyzwoleniu, ponownie ustanowiony rząd w Brukseli próbował rozbroić i zdemobilizować ruch oporu. W październiku 1944 roku belgijski rząd nakazał członkom ruchu oporu oddanie broni policji, a w listopadzie zagroził przeszukaniem domów i ukaraniem grzywną tych, którzy ją zatrzymali. Wywołało to znaczne niezadowolenie i gniew wśród członków ruchu oporu, którzy mieli nadzieję, że będą mogli kontynuować walkę u boku aliantów podczas inwazji na Niemcy. 25 listopada w Brukseli odbyła się duża demonstracja byłych członków ruchu oporu. Gdy demonstranci zbliżali się do Parlamentu, brytyjscy żołnierze otworzyli ogień do tłumu, podejrzewając, że ten próbuje dokonać zamachu stanu. Rannych zostało 45 osób.
Niemniej jednak duża liczba byłych członków ruchu oporu zaciągnęła się do regularnej armii, gdzie stanowili około 80% sił belgijskich batalionów fizylierów, które walczyły na froncie zachodnim aż do zakończenia wojny w Europie.

## Dziedzictwo

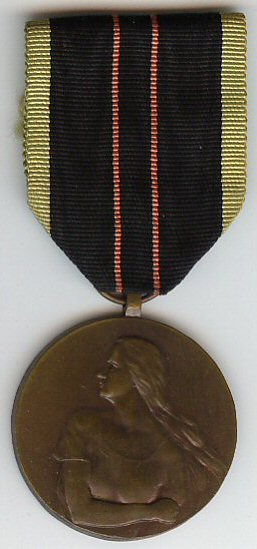
Medal Ruchu Oporu 1940–1945 przyznawany po wojnie członkom zbrojnego i cywilnego ruchu oporu w Belgii

Belgijski ruch oporu był chwalony przez współczesnych za wkład w wysiłek wojenny aliantów; szczególnie w późniejszym okresie wojny. W liście do gen. por. Pire’a, dowódcy Armée Secrète, gen. Dwight Eisenhower pochwalił rolę, jaką belgijski ruch oporu odegrał w zakłóceniu niemieckich linii zaopatrzeniowych po lądowaniu w Normandii. Ciągłe działania ruchu oporu uniemożliwiły Niemcom wykorzystanie terytorium Belgii jako bezpiecznej bazy, nigdy nie doprowadzając do jego całkowitego spacyfikowania.
Próba wejścia weteranów ruchu oporu do głównego nurtu polityki z formalną partią, Belgijską Unią Demokratyczną, nie przyciągnęła poziomu poparcia społecznego, jaki podobne partie uzyskały we Francji i innych krajach. W latach powojennych powstały liczne stowarzyszenia byłych członków ruchu oporu, które prowadziły kampanię na rzecz większego uznania roli ruchu oporu w wyzwoleniu kraju. Największe z tych stowarzyszeń, Fondation Armée Secrète, nadal finansuje badania historyczne na temat roli ruchu oporu i broni interesów jego członków.
W grudniu 1946 roku rząd Camille’a Huysmansa ustanowił odznaczenie państwowe przyznawane byłym członkom ruchu oporu, a także przyznał różne inne korzyści jego weteranom, w tym emerytury i program finansowanych przez państwo staży. Podczas wojny osobom tym przyznawano stopnie wojskowe odpowiadające ich statusowi w ruchu oporu, co dawało im prawo do używania stopnia i wynikających z tego przywilejów. Obecnie rolę belgijskiego ruchu oporu podczas II wojny światowej upamiętniają pomniki, tablice pamiątkowe i nazwy dróg w całym kraju, a także Narodowe Muzeum Ruchu Oporu w Anderlechcie.